# Émile Puech
Pour les articles homonymes, voir Puech.
Émile Puech, né le 9 mai 1941 aux Cazelles de Sébrazac, près d'Estaing (Aveyron), est un prêtre catholique et épigraphiste français.

## Biographie
Directeur de recherche au CNRS et professeur à l’École biblique et archéologique de Jérusalem, il est un spécialiste de renommée internationale de l'essénisme, directeur de la revue Qumrân et chercheur statutaire du Laboratoire des Études sémitiques anciennes du Collège de France.
Il a été élu par ses pairs en 1990 éditeur en chef des manuscrits de la grotte 4 de Qumrân. Il est membre du comité scientifique de la revue Antiguo Oriente.

## Publications
- Les manuscrits de la mer Morte, F. Mebarki, E. Puech, Éditions du Rouergue, octobre 2002.
- Les convictions d'un savant. Entretien avec Emile Puech Le Monde de la Bible  ISSN 0154-9049, éditeur Bayard.
- La croyance des Esséniens en la vie future: Immortalité, résurrection, vie éternelle ? Histoire d'une croyance dans le Judaïsme ancien, Études Bibliques, NS, 22, éd. Gabalda, Paris, 1993
  - Tome I : La résurrection des morts et le contexte scripturaire
  - Tome II : Les données qumrâniennes et classiques
- Émile Puech, L'ostracon de Khirbet Qeyafa et les débuts de la royauté en Israël, Revue Biblique, vol. 117, n°2, 2010 (présentation en ligne), p. 162-184
- M Staszak (editor), J -S Rey (editor), Hokhmat Sopher_ Mélanges Offerts Au Professeur Emile Puech En l'Honneur de Son Quatre-Vingtieme Anniversaire, (Etudes Bibliques, 88)-Peeters (2021)